# Pseudeusemia uniannulata
Pseudeusemia uniannulata är en fjärilsart som beskrevs av W. Warren 1909. Pseudeusemia uniannulata ingår i släktet Pseudeusemia och familjen mätare. Inga underarter finns listade i Catalogue of Life.